# Jüdische Grabsteine in Ulm

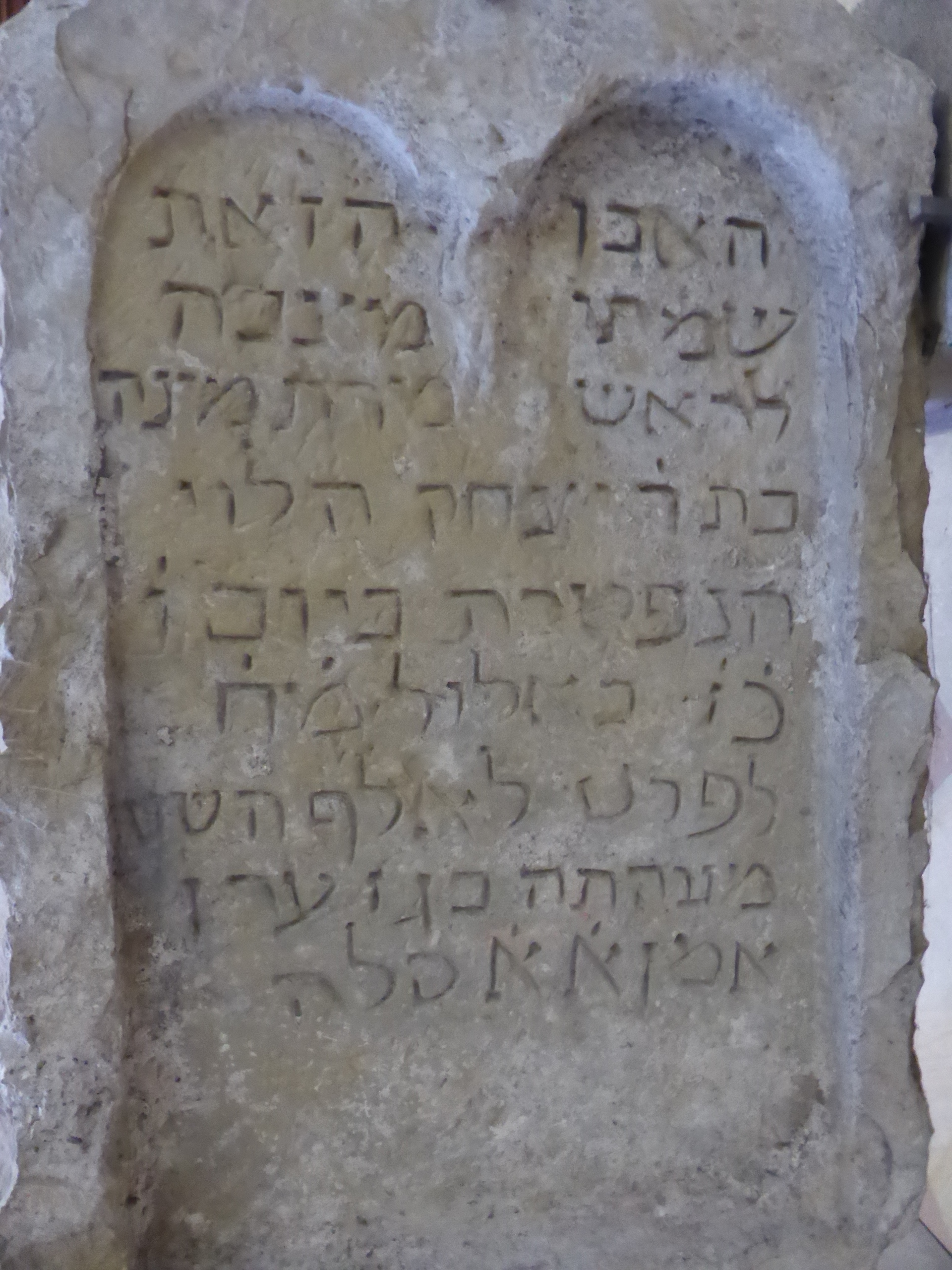
Grabstein der Mina, im Eingangsbereich des Ulmer Münsters

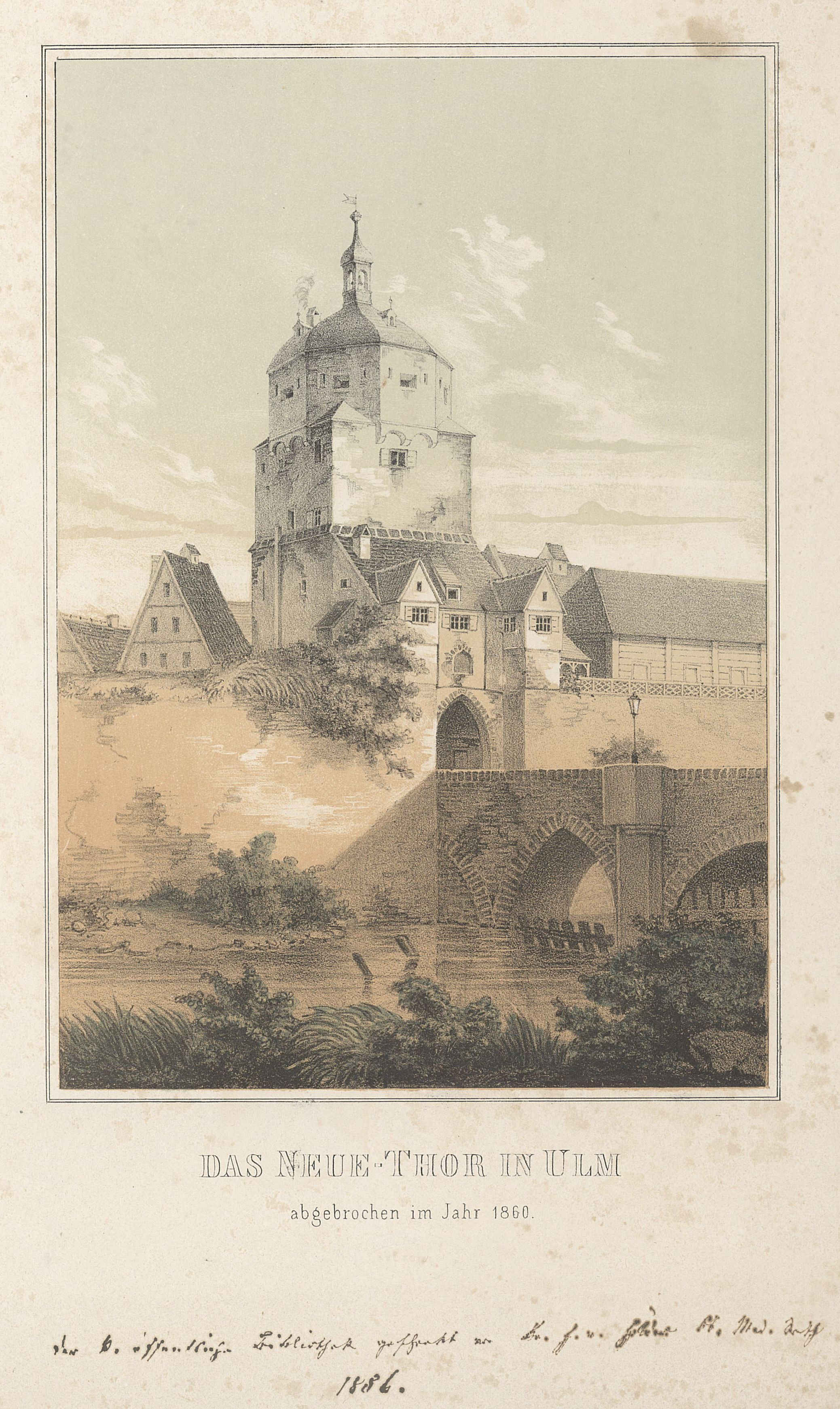
Das Neue Tor kurz vor dem Abriss 1860. Es wurde auf dem Gelände des ersten jüdischen Friedhofs errichtet.

Die jüdischen Grabsteine in Ulm wurden von mittelalterlichen jüdischen Friedhöfen der Reichsstadt Ulm entfernt, um als Steine für den Bau des Ulmer Münsters sowie beim Wohnungsbau verwendet zu werden.

## Herkunft der Grabsteine
Während christliche Friedhöfe traditionell rings um die Kirchen angelegt wurden, also zentral innerorts gelegen waren, sah das jüdische Religionsgesetz eine Bestattung außerhalb der Ortschaften vor. Ein erster jüdischer Friedhof befand sich in Ulm vor der Stadtmauer im Kreuzungsbereich der heutigen Kelter-, Wengen- und Sterngasse. Erstmals 1281 erwähnt, wurde er bis ins 14. Jahrhundert genutzt. Wegen der geplanten Ausdehnung der Befestigungsanlagen musste die jüdische Gemeinde ihren Friedhof aufgeben. Sie war bei dieser Stadterweiterung in einer schwachen Verhandlungsposition und konnte nicht verhindern, dass direkt auf ihrem Friedhof das neue Stadttor errichtet wurde. Aber auch eine innerstädtische Lage des Friedhofs wäre nach der Halacha keine Lösung gewesen. So wurde, wahrscheinlich nach dem Pestpogrom 1349, einige hundert Meter entfernt vom bisherigen Begräbnisplatz außerhalb der Stadt ein neuer Friedhof angelegt. Dieser befand sich im Bereich der Hauptpost. Der Ulmer Bürgermeister Ulrich Rot und Walter Bitterlin verliehen 1356 das neue Friedhofsgelände der jüdischen Gemeinde als Zinslehen, und die Ulmer Juden stellten einen Gegenbrief darüber aus.
Im Jahr 1499 verfügte Maximilian I., dass die Juden aus Ulm ausgewiesen und ihr Eigentum verstaatlicht werde. Die Grabsteine galten nun als herrenloses Gut. Der Friedhof wurde abgeräumt und die Steine wurden als Spolien verbaut. Bei Bauarbeiten im Bereich dieses Friedhofs wurden mehrmals Knochenfunde gemacht; 1987 bargen Archäologen 22 Skelette, die später auf dem jüdischen Friedhof an der Stuttgarter Straße beigesetzt wurden. Alle Gräber waren west-östlich ausgerichtet, so dass der Kopf der Bestatteten jeweils im Westen lag. Die Holzsärge zeichneten sich als Bodenverfärbungen ab. Außer Sargnägeln gab es keine weiteren Funde.

## Entdeckung, Dokumentation, Verlust
Schon im 15. Jahrhundert entdeckte man in Ulm „auf dem Friedhof der Franziskaner, tief unter der Erde“ einen Stein, „beschrieben mit hebräischen Schriftzeichen“. Der Chronist Felix Fabri berichtete, dass ein Jude zur Hilfe gebeten wurde, um den Text zu lesen. Er „sagte aus, daß jener Stein ein jüdischer Grabstein und die Inschrift vor Christi Tod eingemeißelt worden sei.“ Nachdem der Kontext des jüdischen Friedhofs verloren war, die Steine also auf ihre Brauchbarkeit als Baumaterial reduziert worden waren, erfolgte über die hebräische Inschrift nun wieder ihre Identifikation als jüdische Grabsteine. Die Behauptung, der Stein stamme aus der Antike, sollte wahrscheinlich das hohe Alter der jüdischen Gemeinde zu Ulm betonen und sie vom Vorwurf entlasten, an den Geschehnissen in Jerusalem und am Tod Christi schuldig zu sein.
Im 17. Jahrhundert wurden drei Grabsteine entdeckt. Am Ende des 18. Jahrhunderts waren es gleich neun. Anfang des 20. Jahrhunderts kannte man die Inschriften von 24 solcher Grabsteine, von denen allerdings einige verschollen waren. Die ausführlichste Bearbeitung der Inschriften legte Markus Brann 1917 vor. Während der NS-Diktatur wurde auch der (neuzeitliche) alte jüdische Friedhof zerstört, an dessen Mauer einige der mittelalterlichen Grabsteine standen.

## Namen und Daten auf den Grabsteinen
Nicht alle Grabinschriften sind vollständig lesbar. (Der Titel „Rabbi“, den alle männlichen Verstorbenen tragen, hat hier die allgemeinere Bedeutung von „Herr“.) In zeitlicher Ordnung bietet Markus Brann folgende Übersicht der ihm bekannten Grabsteine:
| Verstorbene(r)              | Vater                          | Todesjahr | Inschriftträger                                             | Fundsituation | Aufbewahrung 1917                                                                    | Besonderheiten |
| --------------------------- | ------------------------------ | --------- | ----------------------------------------------------------- | --- | ------------------------------------------------------------------------------------ | --- |
| Frau Bellet, die Greisin    | Rabbi Salomo haLevi            | 1243      | Sandstein, 130 cm hoch, 50 cm breit.                        | 1626 auf dem oberen Münsterplatz (Schäfflenmarktplatz) gefunden. Veesenmeyer bezeichnete den Stein 1797 als verschollen, 1829 tauchte er beim Aufgraben des Bürgersteigs an der Südseite des Münsters wieder auf. | Im Münster.                                                                          | |
| Frau Zeruja                 | Rabbi Kalonymos                | 1274      |                                                             | 1827 beim Abbruch des Heerdbrucker Tors aufgefunden. | Verschollen.                                                                         | Von fünf Steinen, die bei Abbruch des Tores bekannt wurden, waren drei zu verwittert, um noch lesbar zu sein. |
| Frau Ottilie                |                                | 1298      | Gelber Kalkstein (Jura), 150 cm hoch, 55 cm breit.          | | Zwei Bruchstücke, im Münster.                                                        | Da der Vatersname fehlt, nahm Brann an, dass es sich um eine Proselytin handeln könne. |
| Frau Miriam                 | Rabbi Salomo                   | 1305      | Sandstein, 150 cm hoch, 75 cm breit.                        | 1607 im Garten des Zeughauses am Gänsetor aufgefunden. | Seit 1815 im Münster, Wand des nördlichen Seitenschiffes.                            | (Foto) |
| Rabbi Mose                  | Rabbi Natan                    | 1306      |                                                             | 1827 beim Abbruch des Heerdbrucker Tors aufgefunden. | Verschollen.                                                                         | |
| Rabbi Mose                  | Rabbi Abraham                  | 1306      |                                                             | Diesen Stein fand man hinter der Täfelung der Polizeiwachtstube in der Gassenknechtshütte. | Verschollen                                                                          | |
| Frau Hanna                  | Rabbi Eljakim                  | 1331      |                                                             | | Verschollen.                                                                         | |
| Rabbi Chajim                | Rabbi Rechabja haKohen         | 1335      |                                                             | In der Kirchhofmauer der herrschaftlich ulmischen Stadt Langenau gefunden. |                                                                                      | |
| Rabbi Mose                  | Rabbi Eleasar                  | 1341      | Sandstein, 200 cm hoch, 100 cm breit.                       | | Archiv der Münsterbauverwaltung.                                                     | Auf der Rückseite befindet sich das Grundsteinlegungsrelief vom Brauttor des Münsters. |
| Frau Hanna                  | Rabbi Natan                    | 1344      |                                                             | | Der Grabstein ist im ersten Stock des Hauses Rabengasse 7 an der Fassade angebracht. | |
| Rabbi Elija                 | Rabbi Jehuda haKohen           | 1355      |                                                             | 1846 als Fußbodenplatte auf dem Umgang des Münstervierecks gefunden; der Münsterumgang wurde kurz nach 1499 erbaut.                                                                                               | Lokal des Altertumsvereins.                                                          | |
| Frau Jutta                  | Rabbi Josef                    | 1361      |                                                             | 1626 beim Pflastern des Schäfflenmarktplatzes aufgefunden. | Verschollen.                                                                         | |
| Rabbi Josef                 | Menachem                       | 1363      |                                                             | Fragment, Teil des Münstervierecks, 1846 freigelegt und kurz darauf verschollen. | Verschollen.                                                                         | |
| Rabbi Rechabja              | Rabbi Alexander                | 1367      |                                                             | | Verschollen.                                                                         | |
| Rabbi Mose                  | Rabbi Gerschon                 | 1379      | Sandstein, verwittert, 130 cm hoch, 50 cm breit             | 1846 als Belegplatte auf dem Boden des Münsterkranzes gefunden. | Rechts vom Eingang des alten jüdischen Friedhofs aufgestellt.                        | |
| Rabbi Kalonymos             | Rabbi Schlumiel                | 1383      | 80 cm hoch, 60 cm breit                                     | 1846 als Belegplatte auf dem Boden des Münsterkranzes gefunden. | Ebenfalls in die Umfassungsmauer des jüdischen Friedhofs eingelassen.                | |
| Frau Mina                   | Rabbi Mose                     | 1435      | Sandstein, noch 200 cm hoch, 100 cm breit                   | 1879 war die hebräische Inschrift während Bauarbeiten kurzzeitig zugänglich und wurde von Veesemeyer veröffentlicht. Bei Bauarbeiten 1913 wurde der Stein ganz herausgenommen.                                    |                                                                                      | Auf der Vorderseite des Steins das Wappen des Hauseigentümers 1509, des Mediziners Johannes Stocker, und seiner Frau Barbara, dazu Psalm 115,1 (Vulgata). Der Anfang der Inschrift fehlt. Frau Mina war die Ehefrau des aus Ulmer Urkunden bekannten Rabbiners Seligmann.                            |
| Frau Hünlin                 | Rabbi Chiskija                 | 1457      | Nürtinger Sandstein, 165 cm hoch, 95 cm breit               | | In der Bauhütte des Münsters.                                                        | |
| Frau Miriam                 | Rabbi Isaak, Gelehrter         | 1471      | Grauer Sandstein, oben abgerundet, 130 cm hoch, 80 cm breit | Vom Kaufmann Erlanger in seinem Wohnhaus gegenüber der oberen Stube gefunden. | 1875 an der Umfassungsmauer des alten jüdischen Friedhofs angebracht.                | Rabbi Ascher haLevi ließ diesen Grabstein für seine Ehefrau setzen. Übersetzung der Grabinschrift: „Da liegt nun begraben in der Fülle des Leides, das gewaltig ist, [mein] Kranz und [meine] Krone, mein frommes und biederes, schönes und sittenreines Weib, Frau Miriam, die mir entrissen ward…“ |
| Rabbi Menachem              | Rabbi Simeon                   | 1489      |                                                             | Nur aus einer Abschrift Honolds (17. Jahrhundert) bekannt. | Verschollen.                                                                         | |
| Rabbi Simon                 | Rabbi Menachem                 | 1491      | Nürtinger Sandstein (Keuper), 85 cm hoch, 60 cm breit       | | In der Bauhütte des Münsters.                                                        | (Foto) |
| Frau Brunlin                | Rabbi Jakob                    | ohne Jahr | 80 cm hoch, 60 cm breit                                     | | Im Münster.                                                                          | Es fehlt das Ende der Inschrift mit der Jahreszahl. (Foto) |
| Frau Gula und Rabbi Abraham | Rabbi Abraham (Vater der Frau) | ohne Jahr |                                                             | | Lokal des Altertumsvereins.                                                          | Grabstein eines Ehepaares, nur der mittlere Teil ist erhalten. |
| Frau Esther, die Greisin    | Rabbi Meschullam               | ohne Jahr | Gelber Kalkstein (Jura), 80 cm hoch, 60 cm breit            | | Wird im Münster aufbewahrt.                                                          | |

## Im Ulmer Münster verbaute Steine
Einige mittelalterliche Grabsteine werden im Ulmer Münster aufbewahrt und können im Rahmen einer Sonderführung in den Chortürmen besichtigt werden.

### Grundsteinlegungsrelief

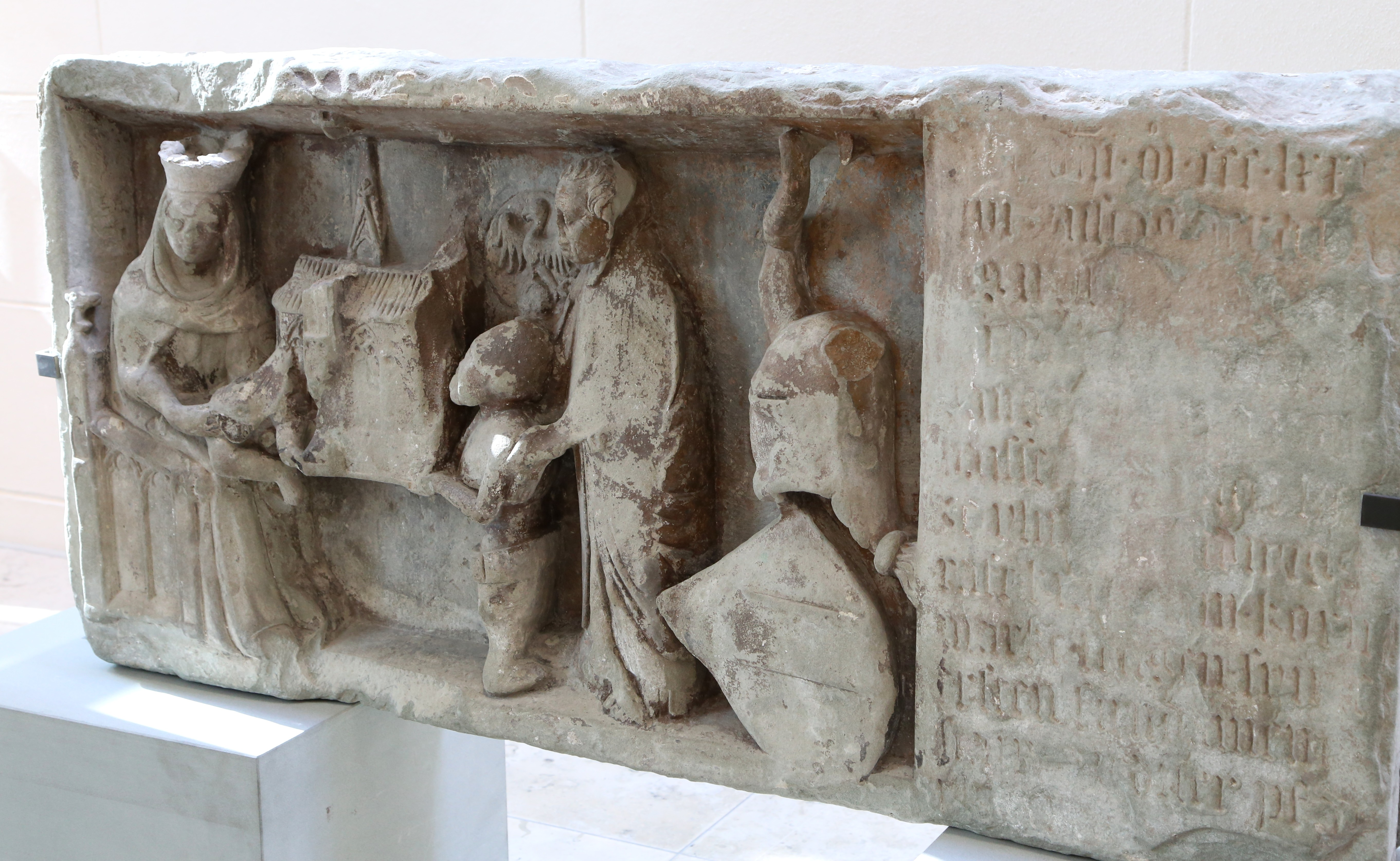
Grundsteinlegungsrelief des Münsters (Ulmer Museum)

Am Brautportal des Münsters befindet sich ein Relief, das zeigt, wie Lutz Krafft als Vertreter der Ulmer Bürgerschaft Maria kniend das Modell der Kirche darreicht. Es ist eine Kopie. Das Original war 1869 ausgetauscht worden, um es vor Verwitterung zu schützen. Bei der Abnahme stellte sich heraus, dass es sich um die Rückseite eines jüdischen Grabsteins handelte. Er bezeichnete das Grab des Rabbi Mose, Sohn des Rabbi Eleasar, der 1341 gestorben war. Der christliche Steindiebstahl fand offenbar schon bald nach der Beisetzung statt, da das Grundsteinlegungsrelief nach 1377 datiert wird.

### Grabstein der Mina

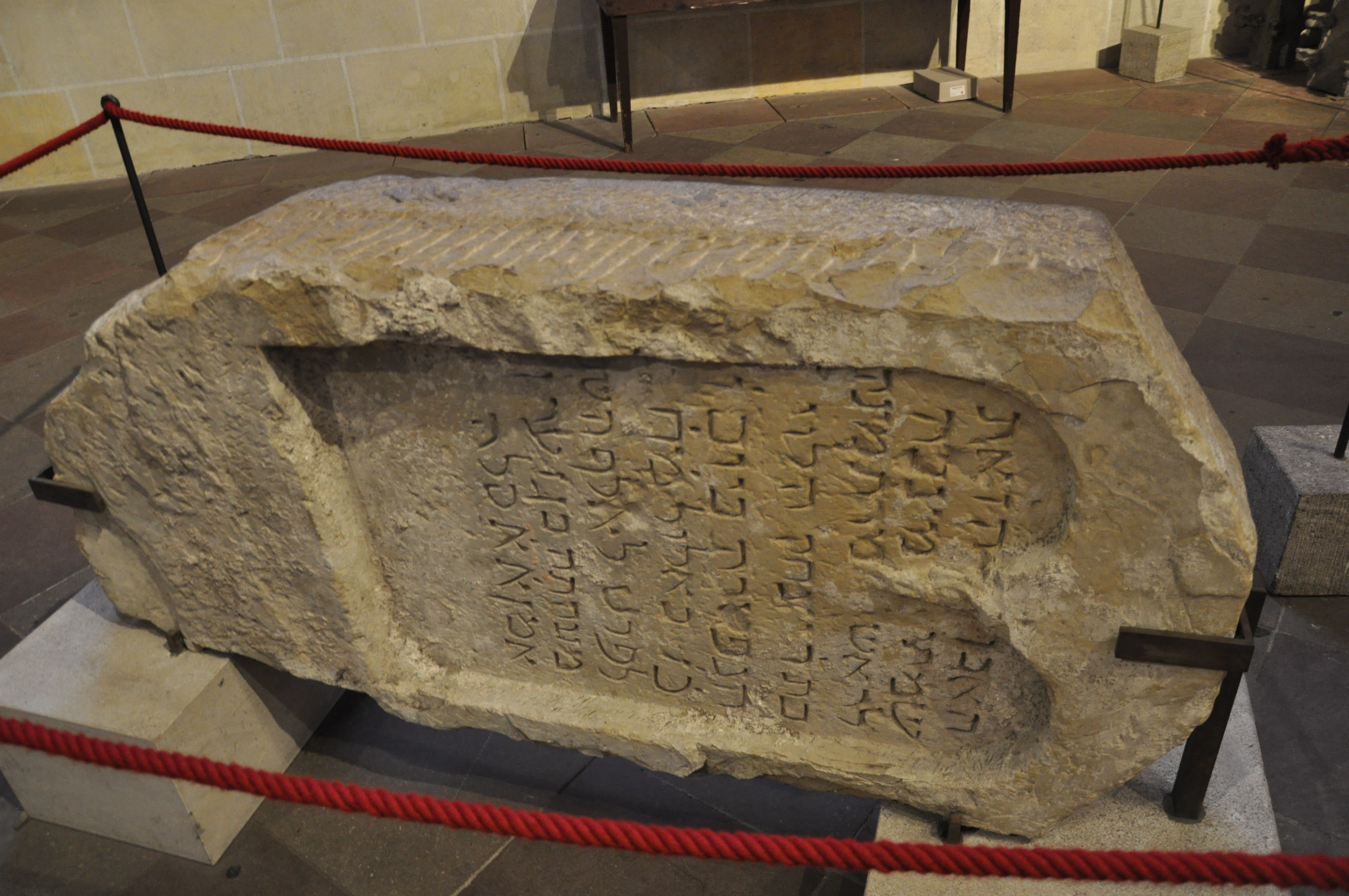
Präsentation des Mina-Grabsteins im Münster (2013)

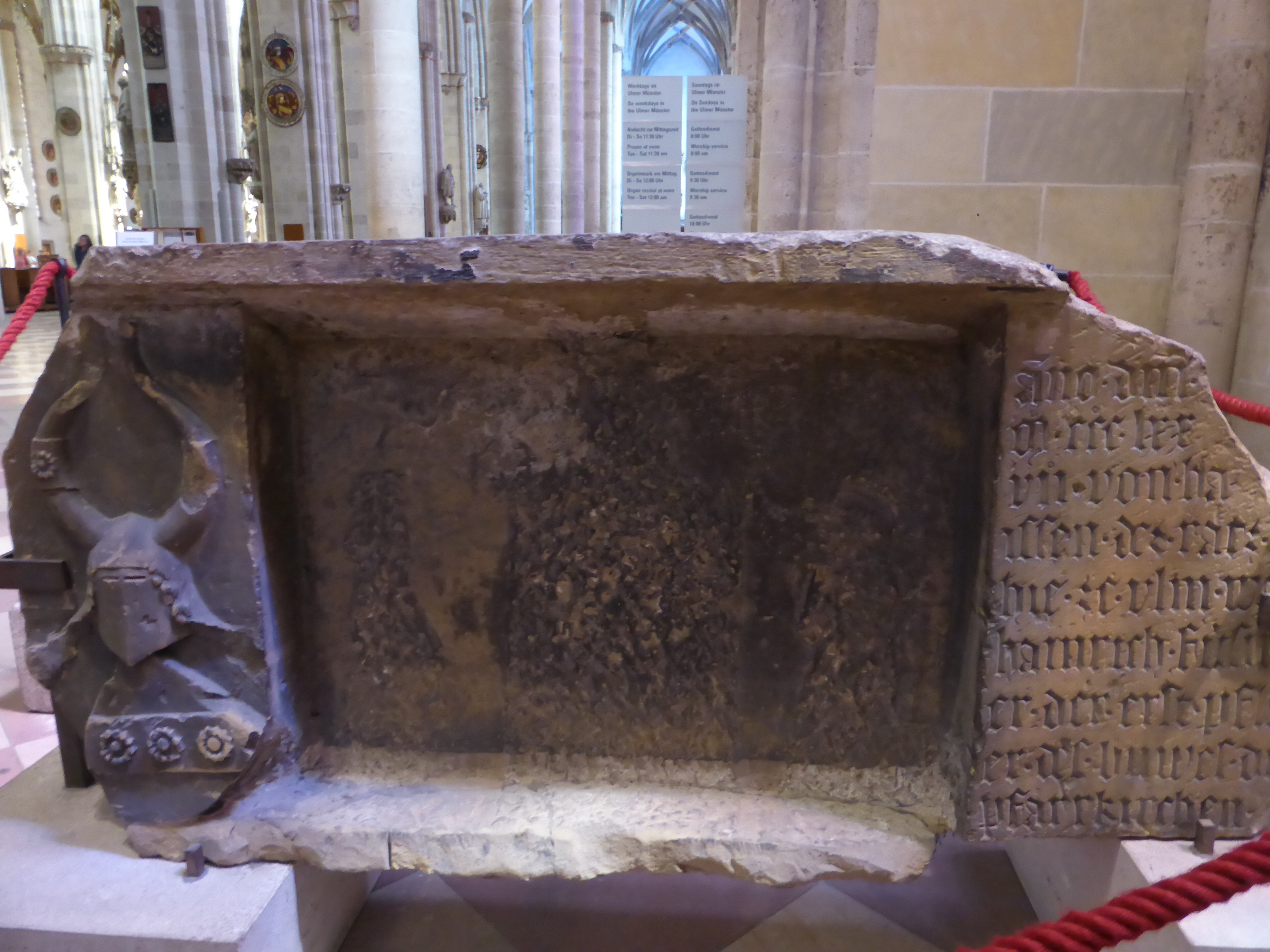
Rückseite mit Wappen und Inschrift des Baupflegers Füsinger (2018)

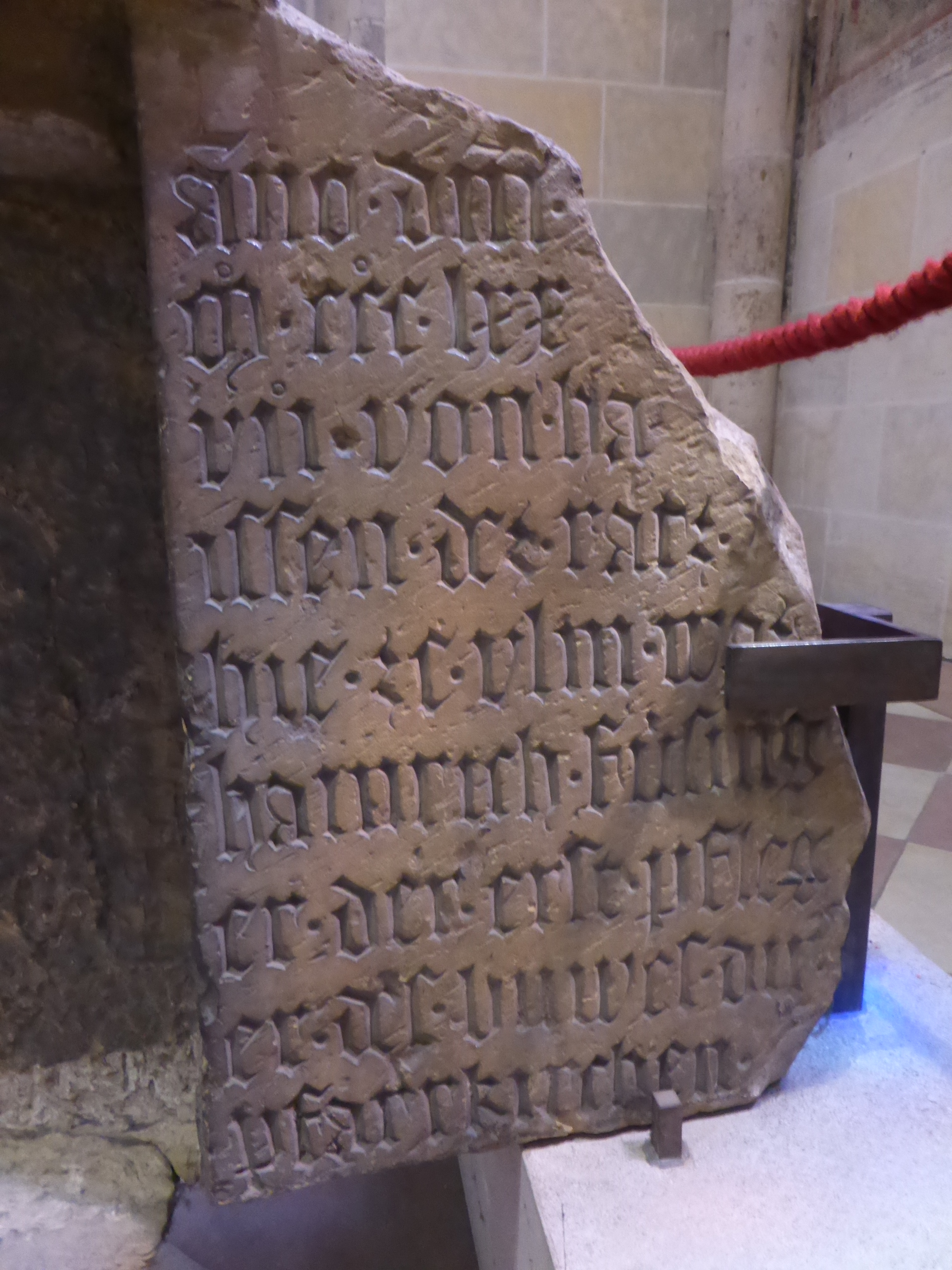
„Anno Domini 1377. Auf Geheiß des Rats hie zu Ulm war Heinrich Füsinger der erste Pfleger des Baues der Pfarrkirche.“

Dieser Grabstein ist seit 2005 im Eingangsbereich des Münsters unter dem Israel-Fenster ausgestellt, eine Installation, die als „Stein des Anstoßes“ an die mittelalterlichen Judenverfolgungen erinnert. Er ist auf den 26. August 1288 datiert. Im Jahr 1377 widmete ihn der erste Baupfleger des zu errichtenden Münsters, Heinrich Füsinger, um. Anschließend wurde der Stein in die Südmauer des Ulmer Münsters eingelassen.
| Hebräisch      | Deutsch                                             |
| -------------- | --------------------------------------------------- |
| האבן הזאת      | Diesen Stein                                        |
| שמתי מצבה      | habe ich als Steinmal gesetzt                       |
| לראש מרת מינה  | zu Häupten der Frau Mina,                           |
| בת ר יצחק הלבי | Tochter des Rabbi Yitzḥaḳ haLevi.                   |
| הנפטרת ביום ו  | Sie verstarb am Tag 6 (= Freitag)                   |
| כ׳ז באלול מ׳ח  | (dem) 27. im Elul 48                                |
| לפרט לעלף השש  | nach der (kleinen) Zählung im sechsten Jahrtausend. |
| מנוחתה בגן עדן | Ihre Ruhe sei im Garten Eden.                       |
| אמן א א סלה    | Amen, amen, amen, Sela.                             |

## In Wohnhäusern verbaute Steine
Der kleine Grabstein der Hanna (1344) ist bis heute im ersten Stock des Hauses Rabengasse 7 zu sehen.
Bei dem sogenannten Stocker-Stein am Haus des Ulmer Stadtarztes Johannes Stocker, Donaustraße 8, ist von einer antijüdischen Motivation des Bauherrn auszugehen, denn er hatte 1490 Ulmer Juden bezichtigt, giftige Arzneien zu verkaufen. Indem er 1509 einen jüdischen Grabstein zu einem Wappenstein für sein Haus umgestalten ließ, dokumentierte er wohl seinen Erfolg gegenüber der Konkurrenz jüdischer Mediziner.

## Funde in Langenau
Bereits im 19. Jahrhundert war ein Grabstein in der Friedhofsmauer von Langenau entdeckt worden. Er wurde 1934 nach Ulm gebracht und in die Friedhofsmauer des alten jüdischen Friedhofs eingesetzt. Seit der Zerstörung dieses Friedhofs während der NS-Diktatur ist der Grabstein verschollen.
1985 kamen bei Bauarbeiten in der Martinskirche zwei Teile eines Grabsteins aus dem Jahr 1375 zutage, die als Treppenstufen im Chor zum Hochaltar zurechtgehauen worden waren. Heute werden die beiden Fragmente in einem Wehrturm nahe der Kirche aufbewahrt.